# Wapen van Nisse

Wapen van Nisse

Het wapen van Nisse werd op 31 juli 1817 bevestigd door de Hoge Raad van Adel aan de Zeeuwse gemeente Nisse. Per 1970 ging Nisse op in de gemeente Borsele. Het wapen van Nisse is daardoor definitief komen te vervallen als gemeentewapen.

## Blazoenering
De blazoenering van het wapen luidde als volgt:
In goud een rode keper, vergezeld van 3 groene lelien. 
De heraldische kleuren zijn goud (goud of geel), keel (rood) en sinopel (groen). In het register van de Hoge Raad van Adel zelf wordt geen beschrijving gegeven, maar een afbeelding.

## Verklaring
De heerlijkheid Nisse was lange tijd in handen van het geslacht Van Borssele. Wolfert VI van Borselen trouwde met Charlotte van Bourbon-Montpensier. Het wapen van het Huis Bourbon bestond uit drie gouden lelies op een blauw veld. Het heerlijkheidswapen kan hiervan afgeleid zijn, waarbij voor andere kleuren gekozen is. De keper kan als onderscheidend element zijn toegevoegd. In het Nieuwe Cronyk van Zeeland van Smallegange wordt het wapen genoemd. Een andere verklaring zou kunnen zijn dat het wapen afgeleid is van het familiewapen Van der Nisse. Het kan echter ook zijn dat de familie het wapen van de heerlijkheid heeft aangenomen.

## Verwante wapens

Wapen van het Huis Bourbon
Wapen van Kloetinge